# Dibromoacetilen
Dibromacetilen je molekularno hemijsko jedinjenje koje sadrži acetilen, čiji je vodonik zamenjen bromom.
Dibromoacetilen, poznat i kao 1,2-Dibromoetin, ima hemijsku formulu C2H2Br2. Da bismo izračunali njegovu molekularnu masu, potrebno je sumirati atomske mase svih atoma u molekulu.
Atomske mase elemenata su približno:
- - Ugljenik (C): 12.01 amu (atomskih masenih jedinica)
- - Vodonik (H): 1.008 amu
- - Brom (Br): 79.904 amu

Molekularna masa dibromoacetilena bi bila:
2(12.01 amu) + 2(1.008 amu) + 2(79.904 amu) = 24.02 amu + 2.016 amu + 159.808 amu = 185.844 amu
Dakle, molekularna masa dibromoacetilena je približno 185.844 amu. U praksi, molekularnu masu često izražavamo u gramima po molu (g/mol), tako da bi u ovom slučaju molekularna masa bila 185.844 g/mol.

## Proizvodnja
Dibromoacetilen se može dobiti reakcijom 1,1,2-tribromoetilena sa kalijum hidroksidom. Ova metoda ima opasnost od izazivanje eksplozije. 
Drugi način je reagovanje acetilena sa fenil litijumom (na −50 °C (−58 °F; 223 K)) da bi se dobio litijum acetilid, koji zatim reaguje sa bromom da bi se dobio proizvod. 
Još jedan način je reakcija acetilena sa natrijum hipobromitom NaOBr. 

## Osobine
- Molekulska formula: {\displaystyle {\ce {C2H2Br2}}}
- CAS broj: 593-50-7
- Fizičko stanje: Bezbojna tečnost
- Tačka topljenja: −76 °C (−105 °F; 197 K)
- Tačka vrelišta (ključanja): 89 °C (192 °F; 362 K)
- Gustoća: 1,89 g/cm³
- Rastvorljivost: Rastvorljiv u acetonu, eteru i benzenu

## Svojstva
Dibromoacetilen je eksplozivan i osetljiv na vazduh.  Njegov izgled je prozirna tečnost slična vodi. Ima slatkast miris, ali stvara beli dim (belu paru) u vazduhu koja tada miriše kao ozon, verovatno zato što stvara ozon.  Dibromacetilen izaziva suze u očima. 
Dibromacetilen se može polimerizovati u polidibromoacetilen korišćenjem katalizatora kao što su titanijum tetrahlorid i trietilaluminijum. Polidibromoacetilen je crne boje, električno provodljiv i stabilan na vazduhu temperaturama preko 200 °C (392 °F; 473 K). 
Infracrveni spektar pokazuje apsorpciju na 2185 cm−1 zbog simetričnog rastezanja na C≡C vezi, 832 cm−1 asimetričnog rastezanja na C-Br vezi, 311 cm−1 savijanja na Z obliku BrCC, 267 simetričnog rastezanja na svim vezama, i 167 cm−1 za savijanje u obliku slova C. 

### Fizička svojstva
- Dibromoacetilen je bezbojna tečnost sa oštrom mirisu.
- Ima visoku gustinu zbog prisustva bromovih atoma.
- Tačka ključanja i tačka topljenja ovog jedinjenja mogu varirati, ali generalno ima relativno nisku tačku topljenja i srednje visoku tačku ključanja u poređenju sa nehalogeniranim alkenskim jedinjenjima.

### Hemijska svojstva
- Dibromoacetilen može učestvovati u različitim hemijskim reakcijama zahvaljujući prisustvu alkin (acetilen) veze i bromovih atoma.
- Alkin veza je vrlo reaktivna zbog trostruke veze između ugljenikovih atoma, što omogućava različite adicione reakcije.
- Bromovi atomi čine dibromoacetilen reaktivnim prema nukleofilima, što može dovesti do supstitucionih reakcija gde bromovi atomi mogu biti zamenjeni drugim grupama.

## Reakcije
U vazduhu se dibromoacetilen spontano zapali stvarajući crni čađavi dim i crveni plamen. Kada se zagreje, eksplodira, stvarajući ugljenik i druge supstance. Sporija reakcija sa kiseonikom i vodom stvaraju oksalnu kiselinu i bromovodonična kiselina i druge supstance koje sadrže brom. Reakcija sa jodidom vodonika daje dibromojodoetilen. Dibromoacetilen reaguje sa bromom da bi se dobio tetrabromoeten. 
Dibromoacetilen reaguje sa Apiezonom L, koji se koristi kao vakuum mast u destilaciji, pa njegova upotreba nije pogodna sa ovim hemikalijama. 
- Na vazduhu se dibromoacetilen spontano zapaljuje, proizvodeći crni dim i crveni plamen.
- Kada se zagrije, eksplodira, oslobađajući ugljenik i druge supstance.
- Sporija reakcija sa kiseonikom i vodom daje oksalatnu kiselinu i bromhidričnu kiselinu i druge bromove spojeve.
- Reakcija sa jodorodomom daje dibromoiodoeten.
- Dibromoacetilen reaguje sa bromom da da tetrabromoeten.

## Sigurnost i rukovanje
- Kao i sva halogenirana organska jedinjenja, dibromoacetilen može biti toksičan i opasan po zdravlje ako se ne rukuje pravilno.
- Može biti korozivan i iritantan za kožu, oči i respiratorni sistem.
- Treba ga čuvati u dobro zatvorenim posudama na hladnom i suvom mestu, daleko od izvora toplote, iskri, otvorenog plamena i jakih oksidansa.

## Upotreba
Dibromoacetilen se uglavnom koristi u istraživanjima u organijskoj sintezi. Koristi se i kao prekursor za druge hemikalije, kao što su polimeri i farmaceutski proizvodi.
- Dibromoacetilen se koristi u organskoj sintezi kao reagens ili kao polazno jedinjenje za sintezu drugih hemijskih spojeva.
- Može se koristiti u proizvodnji farmaceutika, polimera i drugih specijalizovanih hemijskih proizvoda.

## Reaktivnost i stabilnost
- Kao alkin, dibromoacetilen je sklona polimerizaciji, što može biti inicirano toplotom, svetlošću ili prisustvom katalizatora.
- Stabilnost jedinjenja može biti pogođena prisustvom nečistoća ili pod određenim uslovima skladištenja.

## Toksičnost
Dibromoacetilen je takođe mutagen i kancerogen i ukoliko ste izloženi dibromoacetilenu, potražite hitnu medicinsku pomoć.

## Bezbednost
Zbog svoje eksplozivne prirode, rad sa dibromoacetilenom treba da obavljaju samo iskusni hemičari u odgovarajuće opremljenim laboratorijima. Treba nositi zaštitnu odeću, rukavice i naočare.

## Spoljašnje veze
- PubChem
- ChemSpider